# Kalborn
Kalborn (en luxemburguès: Kaalber) era una vila de la comuna de Heinerscheid fins a la fusió formal d'aquesta última comuna amb la de Clervaux l'1 de gener de 2012. Pertany al districte de Diekirch del cantó de Clervaux. Està a uns 55 km de distància de la ciutat de Luxemburg.